# Пасеговское сельское поселение
Пасе́говское се́льское поселе́ние — муниципальное образование в Кирово-Чепецком районе Кировской области.
Административный центр — село Пасегово.

## География
Пасеговское сельское поселение находится к юго-западу от Кирово-Чепецка. Территория поселения — 182,25 км². Рельеф местности — холмистый, почвы — дерново-подзолистые, по механическому составу — супесчаные. Травянистая растительность на сенокосных и пастбищных угодьях — дикорастущие травы. Лесная растительность представлена елово-пихтовыми и лиственными (берёзовыми) лесами. Климат — умеренно-тёплый. вегетационный период 157—160 дней, средняя продолжительность безморозного периода 115—120 дней. Расчётная температура -34°С градуса зимой, 18°С летом. Среднегодовое количество осадков 525 мм, максимальная глубина промерзания грунта 235 мм. Господствующее направление ветров — юго-западное.

## История
Пасеговское сельское поселение образовано 1 января 2006 года согласно Закону Кировской области от 07.12.2004 № 284-ЗО.

## Население
| 2010  | 2012  | 2013  | 2014  | 2015  | 2016  | 2017  |
| ----- | ----- | ----- | ----- | ----- | ----- | ----- |
| 3359  | ↗3442 | ↗3586 | ↗3686 | ↘3622 | ↘3618 | ↘3615 |
| 2018  | 2019  | 2020  | 2021  |       |       |       |
| ↗3644 | ↘3624 | ↘3616 | ↘3218 |       |       |       |

## Состав сельского поселения
Включает 36 населённых пунктов (население, 2010):
| №  | Населённый пункт                                     | Тип населённого пункта       | Население |
| -- | ---------------------------------------------------- | ---------------------------- | --------- |
| 1  | Боровики                                             | деревня                      | 24        |
| 2  | Быстрицкий тубсанаторий                              | посёлок                      | 192       |
| 3  | Водокачка                                            | деревня                      | 2         |
| 4  | Вяз                                                  | село                         | 8         |
| 5  | Гавшонки                                             | деревня                      | 1         |
| 6  | Глушонки                                             | деревня                      | 16        |
| 7  | Головизнинцы                                         | деревня                      | 40        |
| 8  | Загребинцы                                           | деревня                      | 0         |
| 9  | Исуповская                                           | деревня                      | 17        |
| 10 | Кучумовщина                                          | деревня                      | 0         |
| 11 | Ларюшинцы                                            | деревня                      | 4         |
| 12 | Марковщина                                           | деревня                      | 5         |
| 13 | Мокрецы                                              | деревня                      | 22        |
| 14 | Набережный                                           | посёлок                      | 45        |
| 15 | Никитинцы                                            | деревня                      | 0         |
| 16 | Окуни                                                | деревня                      | 3         |
| 17 | Пасегово                                             | село, административный центр | 2807      |
| 18 | Ральники                                             | деревня                      | 0         |
| 19 | Репинцы                                              | деревня                      | 0         |
| 20 | Рублево                                              | деревня                      | 4         |
| 21 | Садаковы                                             | деревня                      | 0         |
| 22 | Салтыки                                              | деревня                      | 3         |
| 23 | Сибирь                                               | деревня                      | 28        |
| 24 | Симаки                                               | деревня                      | 4         |
| 25 | Сиротские                                            | деревня                      | 0         |
| 26 | Скопинцы                                             | деревня                      | 16        |
| 27 | Степановы                                            | деревня                      | 3         |
| 28 | Стрижи                                               | деревня                      | 24        |
| 29 | Токари                                               | деревня                      | 34        |
| 30 | Трёхречье                                            | село                         | ↘14       |
| 31 | Федосимовы                                           | деревня                      | 0         |
| 32 | Четвёртое отделение психоневрологического диспансера | посёлок                      | 3         |
| 33 | Шалаевы                                              | деревня                      | 31        |
| 34 | Шатники                                              | деревня                      | 0         |
| 35 | Шишонки                                              | деревня                      | 11        |
| 36 | Шустовы                                              | деревня                      | 0         |